# 対流有効位置エネルギー

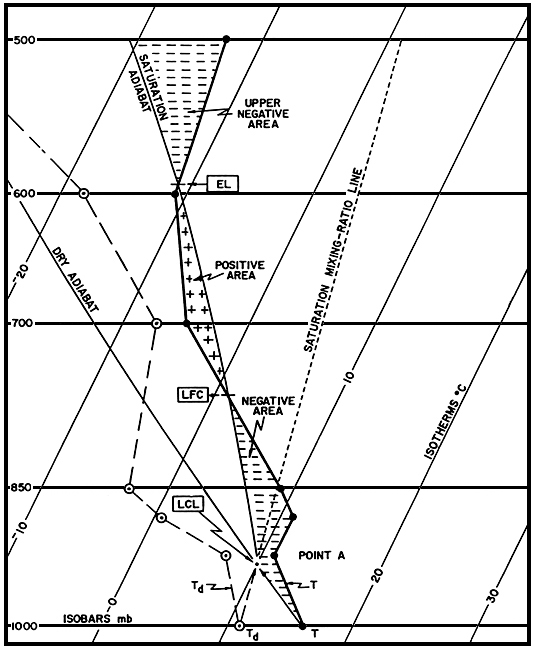
擬断熱上昇線と状態曲線を記したエマグラム。+で塗られた部分(POSITIVE AREA)がCAPE。

対流有効位置エネルギー（たいりゅうゆうこういちエネルギー、英: convective available potential energy、CAPE）とは、ある空気塊を断熱的かつ強制的に、自由対流高度(LFC)から中立高度（無浮力高度、浮力ゼロ高度）(LNB)まで上昇させたとき、その空気塊に加わる浮力のエネルギーのことを表す、気象学の用語。

## 概要
空気塊に働く浮力と移動距離の積であり、その空気がどれくらい上昇気流を起こしやすいか、つまり、大気の不安定度を表す指標の1つである。
エマグラム上にグラフを書くと分かりやすい。ある地点から仮想の空気塊を上昇させていくことを考えると、はじめは乾燥断熱線に沿ったペースで気温が下降していくが、空気塊が露点温度まで低下する持ち上げ凝結高度(LCL)に達すると、それ以降は雲の発生により放出される凝結熱の影響で、減少率が小さい湿潤断熱線に沿ったペースで下降する線が描かれる。そして、同じエマグラム上にもう1つ、実際の大気の温度の状態を示した線を描く。
すると、仮想の空気塊の線（擬断熱上昇線）と実際の大気の線（状態曲線）が交わる点が出てくる。このうち、交点付近で擬断熱上昇線よりも状態曲線のほうが減少率が大きいものを自由対流高度、擬断熱上昇線よりも状態曲線のほうが減少率が小さいものを中立高度という。ここで、擬断熱上昇線と状態曲線に囲まれる部分のうち、自由対流高度が下で中立高度が上にあるものが、対流有効位置エネルギーになる。
囲まれる部分の面積の広さが、エネルギーの大きさを表す。面積は主に積分によって求められる。単位は普通、ジュール毎キログラム(J/kg)を用いる。
{\displaystyle {\rm {CAPE}}=\int _{\rm {LFC}}^{\rm {EL}}g\left({\cfrac {T_{p}-T}{T}}\right)dz=\int _{\rm {LFC}}^{\rm {EL}}R(T_{p}-T)\ d(\ln {p})}
ただし、空気塊はもう1つ、CAPEとは逆に大気中を下降しようとするエネルギーも持っている。これは対流抑制エネルギー(CIN)という。大気の不安定度はCAPE-CINの差から求められ、正であれば不安定、負であれば安定といえる。ただし、この数値は実際の天気と符合しない部分があり、実用的には他の指標も併用されている。